# Thinophilus aequalichaetus
Thinophilus aequalichaetus är en tvåvingeart som beskrevs av Octave Parent 1941. Thinophilus aequalichaetus ingår i släktet Thinophilus och familjen styltflugor. Inga underarter finns listade i Catalogue of Life.